# Юджин Джетер
Юджин «Пух» Джетер III (англ. Eugene "Pooh" Jeter III; нар. 2 грудня 1983, Лос-Анджелес) — український баскетболіст, американець за походженням (має подвійне громадянство). Розігруючий захисник «Дніпра» (Україна), грав за національну збірну України. Майстер спорту України міжнародного класу (з січня 2014). Брат олімпійської чемпіонки Кармеліти Джетер.

## Клубна кар'єра
Закінчив приватну католицьку школу Junípero Serra в Каліфорнії. В університетській лізі NCAA виступав за команду Портленда (Portland Pilots). Брав участь у драфті НБА 2006, але його не вибрав жоден клуб. У сезоні 2006/07 грав у складі «Colorado 14ers» в Лізі розвитку НБА, а також брав участь у тренувальному таборі «Сакраменто Кінґс».
2007 року перейшов до БК «Київ», де став одним із лідерів команди, хоча виступав нестабільно. Здобув «срібло» чемпіонату України, разом з командою дійшов до 1/8 фіналу Кубка УЛЕБ 2007/2008, відігравши у всіх 14 матчах євротурніру й закидавши у середньому 14,5 очка.
Влітку 2008 року перейшов до іспанського чемпіонату — виступав за клуби «Менорка» і «Унікаха» (Малаґа). Потім грав у «Хапоелі» (Тель-Авів).
Сезон 2010/11 провів у клубі НБА «Сакраменто Кінґс» (62 гри, 4,1 очка), потім на рік повернувся до Іспанії, де грав за «Хувентут».
З 2012 року грав у чемпіонаті Китаю в складі «Шаньдун Лайонс» (Шаньдун). У сезоні 2014/15 виступав за французький «Лімож» (18 матчів; 12,4 очка за гру), потім повернувся до «Шаньдун Лайонс».

## Збірна
2013 року прийняв громадянство України, взяв участь у чемпіонаті Європи 2013, на якому українці вибороли найвище місце в історії — шосте. Один із провідних гравців збірної України, учасник чемпіонату світу 2014.

## Стиль гри
Фахівці відзначають його швидкість і креативність, а також уміння виконувати 3-очкові кидки.